# كريستيان رولاند ليديسما
كريستيان رولاند ليديسما (بالإسبانية: Cristian Rolando Ledesma)‏ هو مدرب كرة قدم ولاعب كرة قدم باراغواياني في مركز الهجوم، ولد في 11 فبراير 1987 في أسونسيون في باراغواي. شارك مع منتخب باراغواي لكرة القدم. أما مع النوادي، فقد لعب مع أوليمبيا أسونسيون وإنديبندينتي وسوسيداد ديبورتيفو كيتو ونادي كوكيمبو أونيدو.